# Isidro González Velázquez
Isidro González Velázquez, oppure Isidoro González Velázquez (Madrid, 15 maggio 1765 – Madrid, 7 dicembre 1829), è stato un architetto spagnolo.

## Biografia
Isidoro González Velázquez nacque a Madrid il 15 maggio 1765 e fu un architetto spagnolo, figlio di Antonio González Velázquez, appartenente quindi alla celebre dinastia di artisti spagnoli del XVIII secolo e del XIX secolo.
Nel 1778 entrò negli studi di architettura alla Real Academia de Bellas Artes de San Fernando, essendo discepolo di Juan de Villanueva.
Isidoro fu uno dei più rappresentativi architetti della corrente neoclassica già soffusa dalle prime emozioni romantiche.
Trascorse vario tempo in Francia, in Italia e in Grecia, dove cercò di penetrare lo spirito classico.
Pregevoli sono i disegni dei suoi progetti, come quello della stupenda piazza de Oriente di Madrid (1817), che dimostra le sue ottime doti come urbanista.
L'opera sua più elegante e misurata è la palazzina del Labrador, ad Aranjuez (1803), adorna di stucchi, statue, balaustre, e ingentilita dal rapporto cromatico dei bianchi e dei rosa delle murature.
Gli appartiene anche il monumento ai Martiri del 2 maggio 1808 (1822-1840), nel quale si avverte, malgrado gli elementi neoclassici come il grande sarcofago sormontato da un obelisco contornato da statue, una intonazione compositiva già romanticheggiante.

## Opere
- Palazzina del Labrador, ad Aranjuez (1803);
- Piazza de Oriente di Madrid (1817);
- Monumento ai Martiri del 2 maggio 1808 (1822-1840).

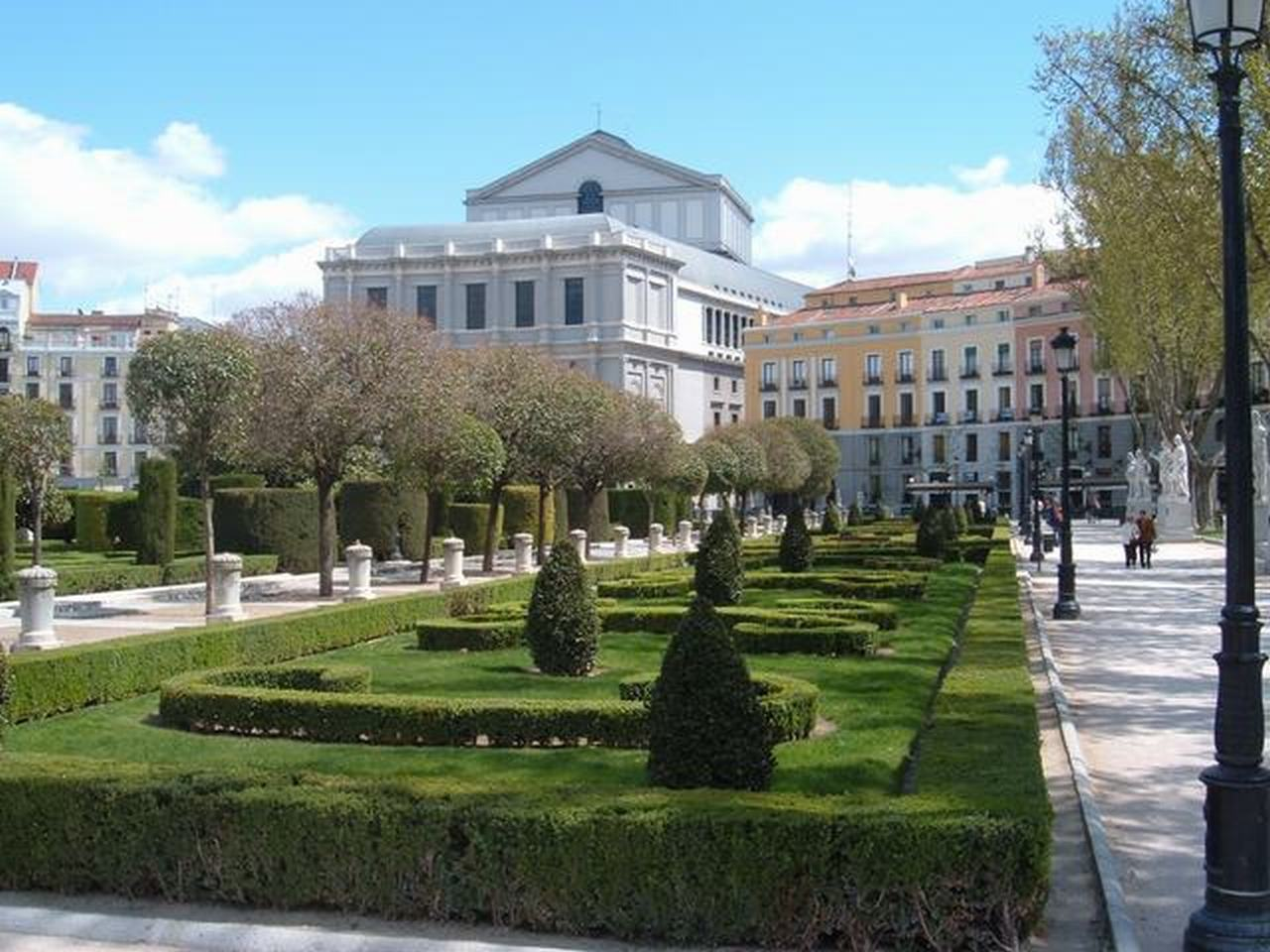
Plaza de Oriente y el Teatro Real>
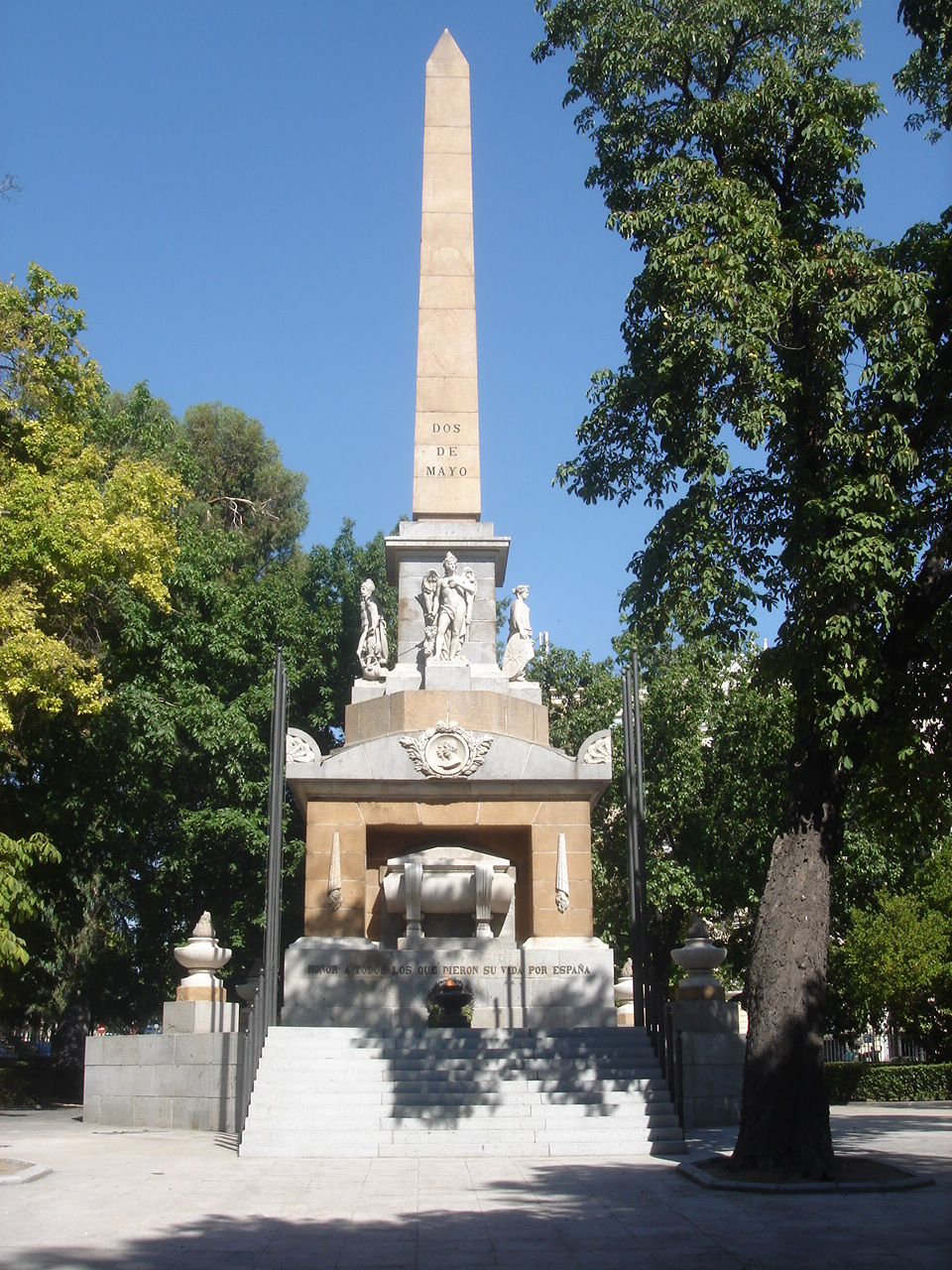
Monumento a las víctimas del 2 de mayo
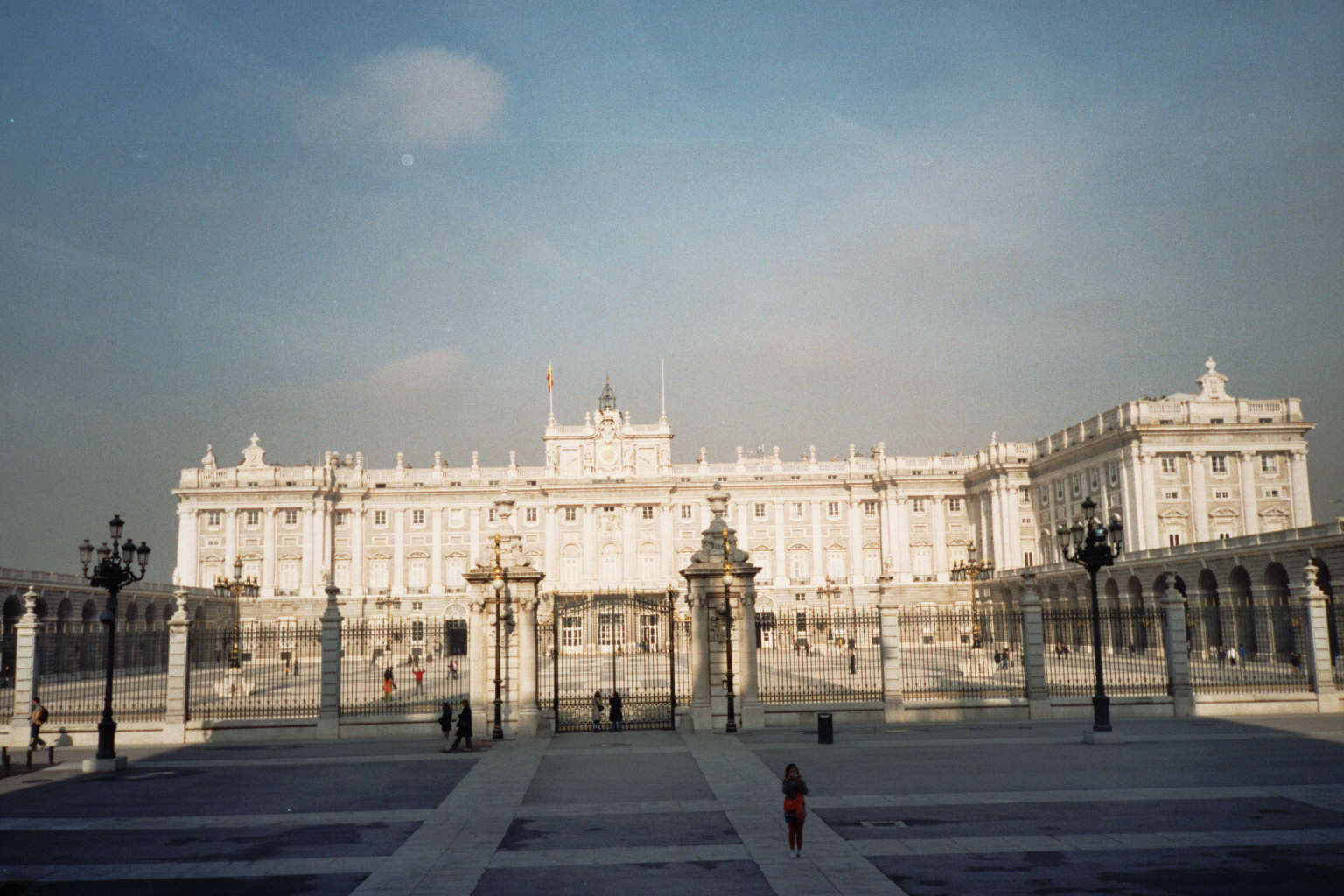
Plaza de la Armería y fachada sur del Palacio Real
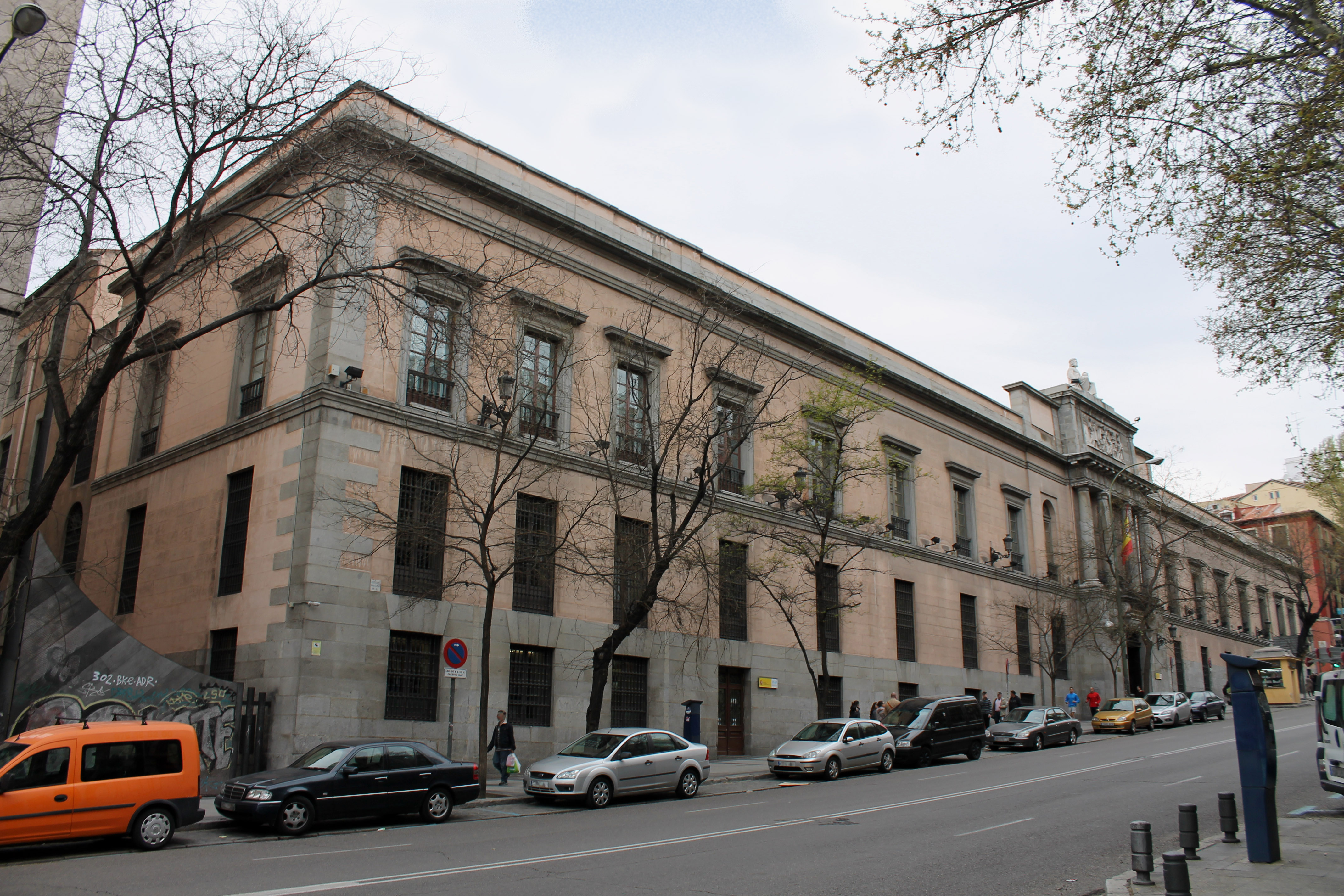
Real Colegio de Medicina y Cirugía de San Carlos
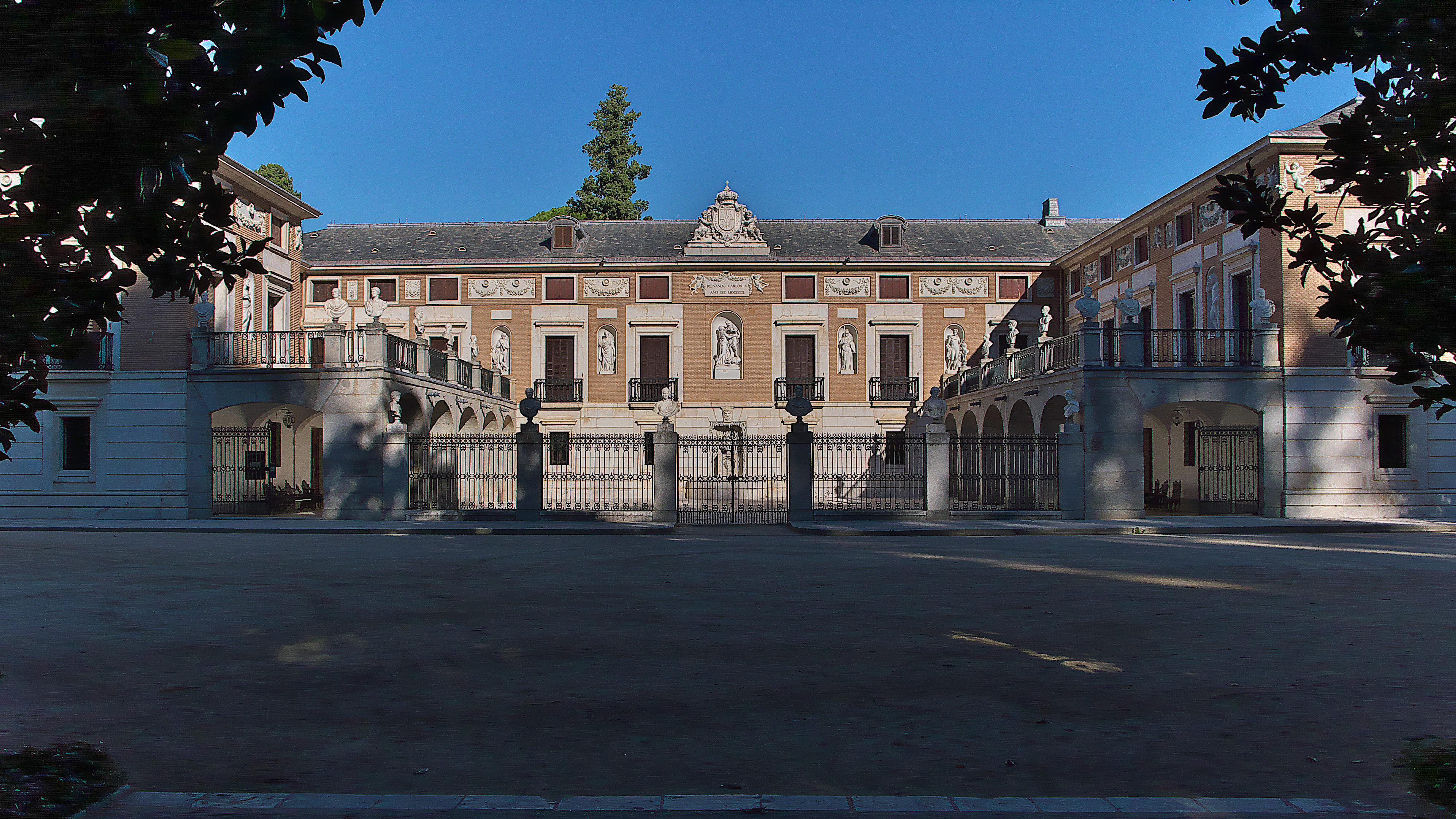
Real Casa del Labrador, Aranjuez